# Tarso Genro
Tarso Fernando Herz Genro (São Borja, 6 de marzo de 1947) es un abogado, periodista y político brasilero afiliado al Partido de los trabajadores. Ocupó el cargo de gobernador del estado de Río Grande del Sur. Anteriormente fue dos veces alcalde de Porto Alegre y durante el gobierno de Luiz Inácio Lula da Silva, desempeñó el cargo de Ministro de Educación, Relaciones Institucionales y Ministro de Justicia de Brasil.

## Biografía
Nació en la ciudad de São Borja, en Río Grande del Sur, ciudad que está en el límite con Argentina. Sus padres son el abogado y escritor Adelmo Simas Genro y Ely Herz. Tenía un hermano menor, Adelmo Genro Filho, quien falleció en 1988.

### Carrera política
Se graduó en la Universidad Federal de Santa María y en 1968 comenzó su carrera política convirtiéndose en legislador de Santa María por el MDB.
En 1988 fue elegido vicealcalde de la ciudad de Porto Alegre, puesto que desempeñó durante la gestión de Olívio Dutra a quien sucedió en el período posterior. Durante esos dos períodos se desarrolló en el distrito una de las primeras experiencias de presupuesto participativo en la que se buscó democratizar la acción política e integrar a los ciudadanos comunes al espacio público.